# Conus suduirauti
Espèce
Statut de conservation UICN

 LC  : Préoccupation mineure
Conus suduirauti est une espèce de mollusques gastéropodes marins de la famille des Conidae.
Comme toutes les espèces du genre Conus, ces escargots sont prédateurs et venimeux. Ils sont capables de « piquer » les humains et doivent donc être manipulés avec précaution, voire pas du tout.

## Description
La taille de la coquille varie entre 16 mm et 24 mm.

## Distribution
Conus suduirauti est une espèce marine originaire des Philippines. 

### Niveau de risque d’extinction de l’espèce
Selon l'analyse de l'UICN réalisée en 2011 pour la définition du niveau de risque d'extinction, cette espèce est endémique aux Philippines. Très peu de spécimens ont été enregistrés dans les collections. Il n'y a pas de menaces majeures connues pour cette espèce. Nous l'avons inscrite dans la catégorie préoccupation mineure et nous recommandons des recherches supplémentaires sur l'état de sa population.

## Taxonomie

### Publication originale
L'espèce Conus suduirauti a été décrite pour la première fois en 2004 par la malacologiste italienne Gabriella Raybaudi Massilia dans « Visaya »,.

### Synonymes
- Conus (Kermasprella) suduirauti G. Raybaudi Massilia, 2004 · non accepté
- Conus (Strategoconus) suduirauti G. Raybaudi Massilia, 2004 · appellation alternative
- Rolaniconus suduirauti (G. Raybaudi Massilia, 2004) · non accepté